# Казанский храм (Новая Бинарадка)
Храм в честь Казанской иконы Пресвятой Богородицы — православная церковь в селе Новая Бинарадка Ставропольского района Самарской области. Относится к Тольяттинской епархии Самарской митрополии Русской православной церкви.

## История
В 1829 году сельчане купили за пять тысяч рублей небольшой деревянный храм в селе Богдановка. Сруб перевезли и установили на новом месте.
В 1870 году, на средства прихожан, был построен большой каменный трёхпрестольный храм, освящённый в честь Казанской иконы Божией Матери. В 1896—1899 годах перестроен на средства прихожан, по проекту Самарского епархиального архитектора Тадеуша Севериновича Хилинского. Его расписали российские художники, а самарский епископ Гурий (Буртасовский) в 1901 году его освятил.
В 1932 году власти сбросили с церкви колокол, дубовые полы разобрали. После закрытия храм использовался как зерносклад.
В 1998 году в селе образовался православный приход. Началась реконструкция храма.
13 декабря 2014 года архиепископ Самарский и Сызранский Сергий (Полеткин) совершил великое освящение храма.

## Архитектура
Кирпичная церковь в духе эклектики, сооруженная в 1870 году и перестроенная в 1899 году. Четверик, завершённый восьмериком под луковичным куполом, с боковыми приделами — Николая Чудотворца и Марии Египетской, трапезной и колокольней.

## Духовенство
- священник Андрей Ухаткин (с 1998)[6][7];

## Святыни
- Ковчег с Мощами Александра Свирского[6];
- икона Марии Египетской и Божией Матери Казанской[6];
- часть гроба иеромонаха Пантелеймона[6];

## Престольные праздники
- 21 июля, 4 ноября — Казанской иконы Божией Матери
- 22 мая, 19 декабря — святителя Николя Чудотворца (южный придел)
- 14 апреля, Неделя 5-я Великого поста — преподобной Марии Египетской (северный придел)